# Mark Peploe
Mark Peploe (* 3. März 1943 in Nairobi, Kenia; † 18. Juni 2025 in Florenz, Italien) war ein britischer Drehbuchautor und Filmregisseur, der unter anderem zusammen mit dem Regisseur Bernardo Bertolucci für das Drehbuch zu Der letzte Kaiser (1987) den Oscar für das beste adaptierte Drehbuch, den David di Donatello für das beste Drehbuch sowie den Golden Globe Award für das beste Filmdrehbuch gewann.

## Leben
Mark Peploes Großvater väterlicherseits war der britische Maler Samuel Peploe und – da er zudem deutsche Vorfahren hatte – sein Urgroßvater mütterlicherseits der deutsche Künstler Adolf von Hildebrand.
Peploe begann seine Tätigkeit als Drehbuchautor in der Filmwirtschaft 1972 mit Der Rattenfänger von Hameln (The Pied Piper) und verfasste bis 1996 die Drehbücher und Vorlagen für zehn Filme. Der von Michelangelo Antonioni, der in den 1960er Jahren der Liebhaber von Peploes Schwester Clare Peploe war, gedrehte Film Beruf: Reporter (1975) basierte auf seiner Geschichte Fatal Exit.
1985 inszenierte er als Regisseur und Drehbuchautor den Kurzfilm Samson und Delilah mit Bernard Hill, Lindsay Duncan sowie Vicki Masson und war hierfür für den British Academy Film Award (BAFTA Film Award) für den besten Kurzfilm nominiert.
Seinen größten Erfolg hatte er mit dem Drehbuch zu dem von Bernardo Bertolucci mit John Lone, Joan Chen und Peter O’Toole inszenierten Film Der letzte Kaiser: Hierfür erhielten er und Bertolucci bei der Oscarverleihung 1988 den Oscar für das beste adaptierte Drehbuch sowie den David di Donatello für das beste Drehbuch sowie zusätzlich mit Enzo Ungari den Golden Globe Award für das beste Filmdrehbuch. Daneben waren er und Bertolucci für den Preis der Writers Guild of America (WGA Award) für das beste Filmdrehbuch nominiert.
Für die Regie bei dem nach dem gleichnamigen Roman von Joseph Conrad entstandenen Film Victory (1996) mit Willem Dafoe, Sam Neill und Irène Jacob wurde er beim Festival Internacional de Cine de Donostia-San Sebastián für die Goldene Muschel nominiert. Auch für diesen Film war er zugleich Verfasser des Drehbuchs.
Mark Peploes Schwester, die britisch-italienische Drehbuchautorin Clare Peploe war von 1979 bis 2018 mit Bernardo Bertolucci verheiratet, der somit zu Mark Peploes Schwager wurde.

## Filmografie (Auswahl)
- 1971: Der Rattenfänger von Hameln (The Pied Piper)
- 1975: Beruf: Reporter (Professione: Reporter)
- 1975: Das ganz große Ding (La baby sitter)
- 1987: Der letzte Kaiser (The Last Emperor)
- 1987: Künstler, Killer & Kanonen (High Season)
- 1990: Himmel über der Wüste (The Sheltering Sky)
- 1991: Angst vor der Dunkelheit (Afraid of the Dark)
- 1993: Little Buddha
- 1994: Victory – auch Regie

## Auszeichnungen
- 1988: Oscar für das beste adaptierte Drehbuch
- 1988: David di Donatello für das beste Drehbuch
- 1988: Golden Globe Award für das beste Filmdrehbuch